# Варфоломей (Антониу)
Митрополит Варфоломей (греч. Μητροπολίτης Βαρθολομαίος, в миру Димитриос Антониу-Триандафиллидис, греч. Δημήτριος Αντωνίου-Τριανταφυλλίδης; род. 1969, Салоники) — епископ Элладской православной церкви (формально также Константинопольской православной церкви), митрополит Полианийский и Килкисийский (с 2021).

## Биография
Родился в 1969 году в Салониках, в Греции, в семье Георгиоса и Елены.
Окончил церковную гимназию в Ламии и богословский институт Афинского университета.
В 1992 году был хиротонисан во диакона, а в 1994 году епископом Траллейским Исидором (Крикрисом) хиротонисан во пресвитера. С 1995 и до своего избрания во епископа служил в историческом храме Преображения Господня в районе Плака в Афинах.
С 2001 года нёс послушание секретаря синодальной комиссии по культурной идентичности, был членом академии церковного искусства.
8 октября 2021 года решением Священного синода иерархии Элладской православной церкви был избран для рукоположения в сан митрополита Полианийского и Килкисийского, набрав 58 голосов (11 голосов получил архимандрит Иоанникий (Кулянопулос) и 14 голосов — архимандрит Дорофей (Папарис)).
16 октября 2021 года в Благовещенском соборе в Афинах состоялась его архиерейская хиротония. Хиротонию совершили: архиепископ Афинский Иероним, митрополит Димитриадский Игнатий (Георгакопулос), митрополит Коринфский Дионисий (Мандалос), митрополит Неоионийский Гавриил (Папаниколау), митрополит Иерисский Феоклит (Афанасопулос) и митрополит Лангадский Платон (Крикрис).